# Донифан, Александр Уильям
Александр Уильям Донифан (англ. Alexander William Doniphan; 9 июля 1808 — 8 августа 1887) — американский юрист, солдат и политик XIX века из штата Миссури, который на сегодняшний день более всего известен как человек, который предотвратил казнь Джозефа Смита, основателя движения святых последних дней. Известен также как военачальник времён Американо-мексиканской войны и как успешный адвокат и автор свода законов, до сих пор составляющих основу Билля о правах Нью-Мексико. Именем Донифана назван округ в штате Канзас.

## Ранние годы
Александр Донифан родился недалеко от города Мейсвилл в штате Кентукки близ реки Огайо. Он был самым младшим из десяти детей выходцев из Вирджинии — Джозефа и Анны Фоук (урождённой Смит) Донифан. Его отец был другом Дэниеля Буна, и оба его деда участвовали в американской революции.
В 1824 году Донифан окончил Августа Колледж и в 1830 году получил возможность работать в суде. Он начал свою юридическую практику в Лексингтоне, но вскоре переехал в Либерти, где стал преуспевающим адвокатом, прославившись своим ораторским искусством. Служил в легислатуре штата в 1836, 1840 и 1854 годах, представляя партию Вигов.

## «Война Хизерли»
Партнёр и друг Донифана Дэвид Райс Атчисон был членом Либерти Блюз — добровольческой организации, охраняющей правопорядок. В июне 1836 года он убедил Донифана присоединиться к ним. Так Донифан принял участие в так называемой Войне Хизерли (англ. Heatherly War) в качестве помощника полковника Сэмюэля С. Аллена. После того как Либерти Блюз двинулись к границе штата Миссури, Стивен Уоттс Карни, тогда ещё подполковник, присоединился к ним возле Форта Ливенворт, находящегося в Канзасе.
Кирни узнал, что братья Хизерли продали виски охотничьей партии индейцев потаватоми, а затем украли их лошадей. Потаватоми преследовали братьев и убили трёх из них. Мать Хизерли, желая отомстить, показала, что потаватоми вышли на тропу войны. В это время оставшиеся в живых братья ограбили и убили двух белых людей, чтобы переложить вину на индейцев. «Война» закончилась арестом семьи Хизерли и судом над ними.

## Мормонская война в Миссури
Начиная с 1831 года округ Джексон стал домом для нескольких членов Церкви Иисуса Христа святых последних дней — религиозной организации, годом ранее основанной Джозефом Смитом в штате Нью-Йорк. К 1833 году около 1200 мормонов поселились в графстве, что вызвало раздражение многих местных жителей, недовольных их верованиями. Ситуацию также усугублял аболиционизм мормонов. К концу 1833 года мормоны были изгнаны из округа.
После этих событий Джозеф Смит и другие представители церковной общины обратились к губернатору штата Миссури для защиты, но их требования были в значительной степени проигнорированы. За помощью в ведении судебных дел они обратились к Атчисону и Донифану. Последний способствовал созданию отдельного округа для мормонов на северо-западе Миссури, но продолжавшиеся между мормонами и другими жителями трения привели в 1838 году к началу Мормонской войны. После столкновения между мормонами и ополчением штата в сражении на Крукд-Ривер губернатор Лилберн Боггс издал приказ, согласно которому мормоны должны были быть выдворены из штата.
Поскольку Донифан был бригадным генералом ополчения Миссури, ему было приказано оказать сопротивление мормонам. Однако сам Донифан усердно старался избежать конфликта, считая, что мормоны были вынуждены действовать в рамках самозащиты. После капитуляции Фар-Веста генерал Самуил Лукас взял под стражу Джозефа Смита и других лидеров мормонов. Решением военно-полевого суда они были приговорены к расстрелу по обвинению в измене. Осуществление приговора было поручено Донифану, но тот возмущённо отказался, заявив: «Это хладнокровное убийство. Я не буду подчиняться Вашим приказам <…> Если вы казните этих людей, я и вы будем отвечать перед земным судом, так поможет мне Бог». Зимой лидеры мормонов были отправлены в тюрьму города Либерти, где должны были ждать начала судебного разбирательства, назначенного на весну 1839 года. Будучи адвокатом на этом суде, Донифан энергично защищал мормонов, рискуя своей репутацией и, по всей вероятности, жизнью. В конечном счёте руководителей церкви освободили из-под стражи, после чего они отправились в новое поселение в округе Хэнкок, где Джозеф Смит был убит в 1844 году. В честь Донифана Джозеф и Эмма Хейл Смит назвали сына Александр Хейл Смит.
В 1843 году Оррин Портер Роквелл — спорная фигура, известная как «ангел-разрушитель мормонизма» — был арестован в Сент-Луисе и обвинен в совершении неудачного покушения на (теперь уже бывшего) губернатора Боггса. После 9 месяцев содержания в скверных тюремных условиях он нанял Донифана для своей защиты. Последнему удалось добиться снятия обвинения в покушении на убийство ввиду недостаточности доказательств. Однако за попытку побега перед освобождением Роквеллу пришлось отбыть срок длительностью пять минут. Он перебрался в Иллинойс, потом в штат Юта, где прославился как шериф и деятель эпохи Дикого Запада.
Через сорок лет после событий 1838 года пожилой Донифан посетил Солт-Лейк-Сити, который после смерти Джозефа Смита стал крупнейшим поселением мормонов. Мормоны встретили Донифана как героя — не забыв о его роли в спасении жизни их пророка.

## Американо-мексиканская война
В начале американо-мексиканской войны Александру Донифану было присвоено звание полковника, в его распоряжение поступил 1-й миссурийский конный добровольческий полк. Со своими людьми Донифан участвовал в кампании Стивена Карни по захвату Санта-Фе и во вторжении в Северную Мексику (ныне северная часть Нью-Мексико).
После взятия Санта-Фе Карни направился в сторону Калифорнии, а отряд Донифана остался в Нью-Мексико. Ему было приказано дождаться прибытия Второго миссурийского конного добровольческого полка Стерлинга Прайса, который должен был прибыть из Форта Ливенворт. После этого от Донифана требовалось сопроводить Прайса в Чиуауа, следуя через Эль-Пасо. Далее они должны были соединиться с силами бригадного генерала Джона Вула, который двигался на юго-запад из Сан-Антонио по направлению к Герреро и Монклове, чтобы атаковать с запада Монтеррей.
Карни получил известие, что навахо вышли на тропу войны и пока Донифан ждал Прайса, совершив налёт, похитили 20 мексиканских семей. Карни, а затем и Донифан при помощи племён ютов и апачей пытались договориться с навахо, но мало чего достигли. После прибытия Прайса Карни узнал, что недалеко от современной границы Аризоны и Нью-Мексико навахо напали на пастухов, убили их и забрали стадо из 2000 овец. Он написал Донифану, чтобы тот выступил на индейцев навахо 2 октября 1846 года. Подписав мирный договор с ютами и преследуя навахо, Донифан отправился на запад (в направлении современного Галлапа).
Донифан не смог найти ютов, однако те послали для переговоров члена племени. Первоначально Карни желал быть дружелюбным с навахо, но на следующий день — 3 октября — те напали на деревню Полвадера, похитив скот и заставив сельчан спасаться бегством. Поэтому Карни призвал всех жителей этой территории взять в руки оружие и оказать помощь кавалерии в поиске навахо, дабы вернуть своё имущество, и чтобы «принять ответные меры и получить возмещение за многочисленные оскорбления, которые они получали от них».
Вернувшись к кампании против мексиканской армии, люди Донифана выиграли сражение при Эль-Бразито, а затем победили в сражении при Сакраменто, позволившей захватить Чиуауа. В последнем бою соотношение сил мексиканской армии и Донифана было четыре к одному, а также мексиканская артиллерия вдвое превосходила по численности американскую. Тем не менее потери американской армии составили одиннадцать человек ранеными и один солдат был убит. Мексиканцы же потеряли 320 человек убитыми, 560 ранеными и 72 человека попали в плен.
Далее солдаты Донифана, погрузившись на корабли, переправились в Миссури через Новый Орлеан, где им была устроена торжественная встреча. В течение кампании отряд Донифана преодолел около 5500 миль (8900 км), что на тот момент считалось самым длинным походом со времён Александра Македонского. Из них 2000 миль были пройдены по морю во время возвращения отряда в Миссури. Современники сравнивали Донифана с Ксенофонтом. Возможно одна из наиболее заметных таких аллюзий прозвучала в хвалебной заметке Уильяма Каллена Брайэнта — редактора Нью-Йорк Ивнинг Пост — в выпуске 25 июня 1847 года. Однако выпуски Нью Орлинс Дейли Дельта за 7 и 14 мая могут оспорить первенство в использовании отсылки к Ксенофонту.

## Возвращение к мирной жизни
После американо-мексиканской войны генерал Кирни привлёк Александра Донифана к составлению кодекса гражданских законов (так называемый «Кодекс Кирни») на английском и испанском языках. Он действовал на землях, присоединённых к США в результате войны 1846 года, и до сих пор составляет основу Билля о правах штата Нью-Мексико. Донифан сыграл важную роль в создании Колледжа Уильяма Джуэлла в своём родном городе Либерти. Одним из его коллег по Совету попечителей колледжа был преподобный Роберт Джеймс, отец Фрэнка и Джесси Джеймса. Также Донифан стал первым школьным суперинтендантом графства Клей.
Во время гражданской войны Александр Донифан занимал умеренные позиции, высказываясь против сецессии Юга и за нейтралитет Миссури. Будучи рабовладельцем, он всё же выступал за постепенную отмену рабства.
В феврале 1861 года Донифан принял участие в Мирной конференции в Вашингтоне, но вернулся домой, разочарованный её неспособностью к разрешению кризиса. Он был назначен бригадным генералом и командиром пятой дивизии гвардии штата Миссури, однако предпочёл отказаться от должности Ему предлагали высокий чин в армии Союза — это предложение он также отклонил. В 1863 году Александр Донифан переехал в Сент-Луис и оставался там до конца войны. На встрече с ним президент Авраам Линкольн якобы произнёс слова: «Донифан, Вы единственный человек, чья внешность не совпала с моими ожиданиями». Во время войны он работал в Сент-Луисе в комиссии по претензиям из Миссури, обрабатывая пенсионные заявления.
Александр Донифан был женат на дочери своего коллеги по легислатуре — Элизабет Джейн Торнтон (21 декабря 1820 — 19 июля 1873). Пара имела двух сыновей Джона и Александра Уильяма мл. — ни один из которых не дожил до восемнадцатилетия. В конце 1860-х годов Донифан вновь открыл свою адвокатскую контору в Ричмонде в штате Миссури, где и умер в возрасте 79 лет. Он похоронен под обелиском на кладбище Фэрвью в Либерти.